# هازلاو
هازلاو (به آلمانی: Haselau) یک شهر در آلمان است که در Pinneberg واقع شده‌است. هازلاو ۱٬۱۵۹ نفر جمعیت دارد.